# Békefenntartók nemzetközi napja
Az ENSZ Békefenntartók nemzetközi napja, (angolul: International Day of United Nations Peacekeepers) az Egyesült Nemzetek Szervezete által létrehozott nemzetközi emléknap, melyet minden évben május 29-én tartanak. 
Az emléknap célja, hogy tisztelegjen mindazon férfiak és nők előtt, akik szolgáltak, és továbbra is szolgálnak az Egyesült Nemzetek békefenntartó műveleteiben, s mindazok elszántsága és bátorsága emlékére, akik életüket vesztették a béke ügyéért.
Az emléknapot az Ukrán Békefenntartó Szövetség kezdeményezésére az ENSZ Közgyűlése 57/129. számú határozatával 2002. december 11-én hozta létre, s 2003-ban ünnepelték meg először. Az első ENSZ békefenntartó misszió 1948. május 29-én alakult, abból a célból, hogy az 1948-as arab-izraeli háború után a térség békéjét fenntartsák. Azóta a világ minden részén, több mint 3220 katonai, rendőri és polgári személy vesztette életét szolgálat közben a béke érdekében, az erőszakos cselekmények, a balesetek és betegségek következtében.

## Fordítás
- Ez a szócikk részben vagy egészben  az   International Day of United Nations Peacekeepers című angol Wikipédia-szócikk fordításán alapul.  Az eredeti cikk szerkesztőit annak laptörténete sorolja fel. Ez a jelzés csupán a megfogalmazás eredetét és a szerzői jogokat jelzi, nem szolgál a cikkben szereplő információk forrásmegjelöléseként.